# Прунета (Пистоја)
Прунета је насеље у Италији у округу Пистоја, региону Тоскана.
Према процени из 2011. у насељу је живело 387 становника. Насеље се налази на надморској висини од 944 м.